# Anacardium
Anacardium L. é o gênero botânico das anacardiáceas, que inclui o cajueiro e espécies afins.

## Espécies
| - Anacardium amapaense - Anacardium amilcarianum - Anacardium brasiliense - Anacardium caracolii - Anacardium cassuvium - Anacardium corymbosum - Anacardium cuneifolium - Anacardium curatellaefolium - Anacardium dubium - Anacardium encardium - Anacardium excelsum - Anacardium fruticosum - Anacardium giganteum - Anacardium humile - Anacardium kuhlmannianum - Anacardium latifolium - Anacardium longifolium - Anacardium mediterraneum - Anacardium microcarpum - cajueiro-comum - Anacardium microsepalum | - Anacardium nanum - Anacardium negrense - Anacardium occidentale - cajueiro-comum - Anacardium officinale - Anacardium officinarum - Anacardium orientale - Anacardium othonianum - Anacardium parvifolium - Anacardium pumila - Anacardium pumilum - Anacardium rhinocarpus - Anacardium rondonianum - Anacardium semecarpus - Anacardium solitarium - Anacardium spruceanum - Anacardium subcordatum - Anacardium subterraneum - Anacardium sylvestre - Anacardium tenuifolium |

## Classificação do gênero
| Sistema | Classificação                     | Referência               |
| ------- | --------------------------------- | ------------------------ |
| Linné   | Classe Decandria, ordem Monogynia | Species plantarum (1753) |

- Commons
- Wikispecies